# 臺灣指角蚜
臺灣指角蚜（学名：Matsumuraja rubicola）为常蚜科指角蚜屬下的一个种。